# Ficus singalana
Ficus singalana är en mullbärsväxtart som beskrevs av George King. Ficus singalana ingår i släktet fikonsläktet, och familjen mullbärsväxter. Inga underarter finns listade i Catalogue of Life.